# 袞龍袍

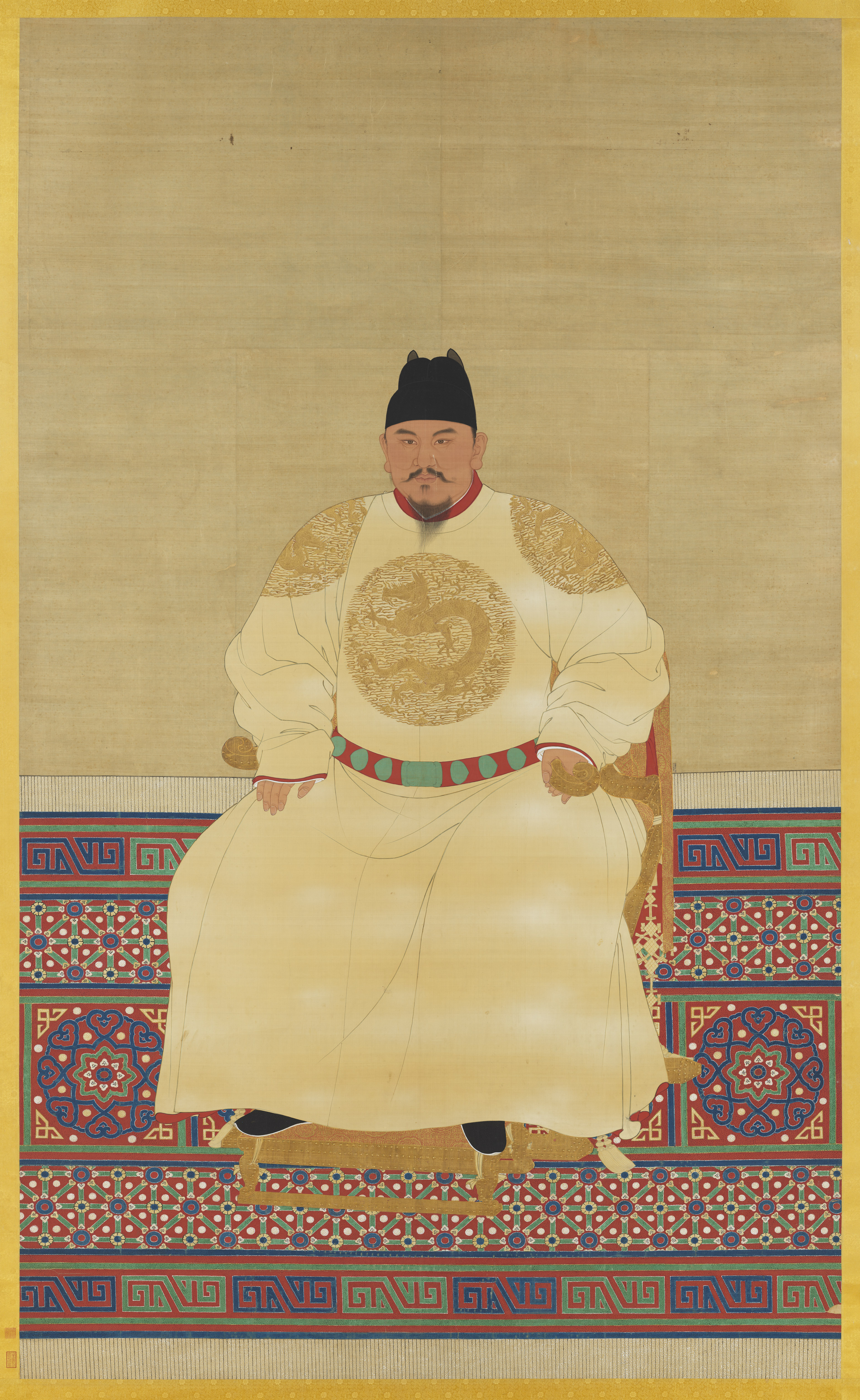
明太祖朱元璋銘黃龍袍姿態

袞龍袍是中國隋代至明代為皇帝、皇太子、親王、郡王，新羅国王、高麗国王、朝鮮国王、王世子、大韓帝国皇帝、皇太子、親王，越南皇帝、皇太子，琉球國王所穿，绣着龙形图案之圓領袍，穿時配翼善冠。皇帝所穿的又稱袞服、袞衣、龍袍、黃袍、吉服，與冕服合稱袞冕。

## 历史
袞服最早不是黃色的。隋文帝是中国历史上开始穿黄袍的皇帝，《讀通鑑論》：“开皇元年，隋主服黄，定黄为上服之尊，建为永制。”唐高祖武德年间令臣民不得僭服黄色，黄袍遂为皇室专用之服。
北宋戲曲有《打龍袍》。在京剧中，戏衣有五爪为龙、四爪为蟒的说法，五爪龙只能用在象征皇家的黄色龙袍上。